# Plano (Illinois)
Plano é uma cidade localizada no estado americano de Illinois, no Condado de Kendall.

## Demografia
Segundo o censo americano de 2000, a sua população era de 5633 habitantes.
Em 2006, foi estimada uma população de 9415, um aumento de 3782 (67.1%).

## Geografia
De acordo com o United States Census Bureau tem uma área de
9,2 km², dos quais 9,1 km² cobertos por terra e 0,1 km² cobertos por água. Plano localiza-se a aproximadamente 216 m acima do nível do mar.

## Localidades na vizinhança
O diagrama seguinte representa as localidades num raio de 16 km ao redor de Plano.